# Алпајн (Калифорнија)
Алпајн (енгл. Alpine) насељено је место без административног статуса у америчкој савезној држави Калифорнија.

## Демографија
По попису из 2010. године број становника је 14.236, што је 1.093 (8,3%) становника више него 2000. године.
| Група             | 2000.          | 2010.          |
| Белци             | 11.074 (84,3%) | 11.183 (78,6%) |
| Афроамериканци    | 109 (0,8%)     | 167 (1,2%)     |
| Азијати           | 260 (2,0%)     | 319 (2,2%)     |
| Хиспаноамериканци | 1.343 (10,2%)  | 2.081 (14,6%)  |
| Укупно            | 13.143         | 14.236         |